# Comandante generale dell'Arma dei Carabinieri
Il comandante generale dell'Arma dei Carabinieri è il comandante in capo dell'Arma ed è nominato con decreto del presidente della Repubblica previa deliberazione del Consiglio dei ministri, su proposta del ministro della Difesa, sentito il capo di stato maggiore della difesa. 
 Dal 15 novembre 2024, l'incarico è ricoperto dal Generale di Corpo d'Armata Salvatore Luongo.

Distintivo per controspallina del generale di corpo d'armata comandante generale dell'Arma dei carabinieri
Bandiera del comandante generale dell'Arma dei carabinieri

## Configurazione della carica
La carica del comandante generale dell'Arma dei carabinieri e, più in generale, dei capi di stato maggiore dell'Esercito, della Marina e dell'Aeronautica, è disciplinata nel titolo III, capo III, sezione III (artt. 32, 33 e 34) del decreto legislativo 15 marzo 2010, n. 66, ovvero dal Codice dell'ordinamento militare.
1.  I capi di stato maggiore dell'Esercito italiano, della Marina militare e dell'Aeronautica militare sono ufficiali della rispettiva Forza armata che all'atto della nomina rivestono il grado di generale di corpo d'armata, ammiraglio di squadra, generale di squadra aerea in servizio permanente; il comandante generale dell'Arma dei carabinieri all'atto della nomina riveste il grado di generale di corpo d'armata in servizio permanente. I citati vertici militari:
a)  sono nominati con decreto del presidente della Repubblica, previa deliberazione del Consiglio dei ministri, su proposta del ministro della difesa, sentito il capo di stato maggiore della difesa;
b)  dipendono dal capo di stato maggiore della difesa; il comandante generale, limitatamente ai compiti militari dell'Arma dei carabinieri;
c)  nell’ambito della rispettiva forza armata hanno rango gerarchico sovraordinato nei riguardi di tutti gli ufficiali generali e ammiragli.
2.  I capi di stato maggiore e il comandante generale dell’Arma dei carabinieri, in caso di assenza, impedimento o vacanza della carica, sono sostituiti dall’ufficiale generale o ammiraglio designato alla funzione vicaria.»
(Decreto legislativo 15 marzo 2010, n. 66, articolo 32, in materia di "Codice dell'ordinamento militare")
Le sue attribuzioni in campo operativo, addestrativo e tecnico logistico sono disciplinate nell'articolo 164 del citato decreto legislativo n. 66 del 15 marzo 2010, mentre quelle in materia di reclutamento, stato, avanzamento e impiego nell'art. 165; quelle in campo finanziario e amministrativo nell'art. 166 e quelle in campo internazionale nell'art. 167.
Le funzioni di polizia e pubblica sicurezza sono invece sotto il coordinamento del Capo della polizia - direttore generale della pubblica sicurezza.

## Storia dell'incarico

### Le prime fasi: il Buon governo e l'ispettorato generale
Con le stesse regie patenti che istituirono il Corpo dei carabinieri reali venne creata la Direzione generale di buon governo, che ebbe come primo presidente capo il generale di armata Giuseppe Thaon di Revel di Sant'Andrea.
In quanto il Corpo dei carabinieri reali era dipendente direttamente dalla Direzione stessa, Thaon di Revel divenne
il primo "comandante supremo" dei carabinieri. La carica durò sino al 23 dicembre 1814.
Il 2 giugno 1814 Thaon di Revel venne sostituito in via interinale alla Presidenza del Buon Governo dal maggiore generale Giorgio Des Geneys, che lo sostituì in via definitiva il 2 agosto 1814. L'incarico non era automaticamente connesso con l'incarico di comando del Corpo, che venne assunto nel dicembre del medesimo anno.
Le regie patenti del 18 gennaio 1815 disposero l'unificazione tra il Buon Governo e il Corpo dei carabinieri reali e, pertanto, tra le due cariche di vertice.
Secondo a ricoprire l'incarico di "comandante supremo", il generale Des Geneys durò nella carica sino al 13 gennaio 1815, lasciando il posto al colonnello Lodi di Capriglio, terzo "comandante supremo".
L'anno seguente, con le regie patenti del 15 ottobre 1816, fu soppresso il Buon governo e il comando del corpo passò al colonnello Giovanni Battista D'Oncieu De La Bátie, quarto comandante dal 1º novembre 1816 sino al 19 marzo 1819, oltre che comandante effettivo, l'incarico deputato alle funzioni organizzative del Corpo.
Le regie patenti del 12 ottobre 1822, ad opera di Carlo Felice di Savoia, mutarono il nome dell'incarico nella denominazione di "ispettore generale dell'Arma" e vi stabilirono che a tale carica dovesse essere preposto un ufficiale generale.
Il primo ispettore generale fu il maggiore generale D'Oncieu, che mantenne l'incarico dal 1º novembre 1822 all'11 dicembre 1830, data in cui subentrò il maggiore generale Cavasanti sino all'11 gennaio 1831.

### Dall'Unità d'Italia
La denominazione del vertice dei carabinieri venne ulteriormente modificata dalle regie patenti del 9 febbraio 1832, ad opera di Carlo Alberto di Savoia, che istituì il comando generale, attribuendola a un maggior generale.
Il primo comandante generale fu il generale Richieri di Montichieri, rimasto in carica fino al 2 luglio 1835.
Il 24 gennaio 1861 fu emanato il regio decreto di riordinamento dell'Arma dei Carabinieri che, lasciandola sempre nell'Esercito, la riorganizzò con un provvedimento ad hoc. In tal modo si ebbe la soppressione del Comando generale, in quel momento retto dal generale Federico Costanzo Lovera Di Maria, sostituito dal Comitato dell'Arma, di cui divenne Presidente lo stesso generale Lovera di Maria fino al 1º luglio 1867.
Nel 1882 il Comitato dell'Arma fu soppresso in conseguenza del riordino del Regio Esercito del 29 giugno 1882 e i carabinieri ebbero nuovamente un organo di vertice individuale, chiamato Comando dell'Arma dei carabinieri, retto da un tenente generale, affiancato da un comandante in seconda, maggiore generale, corrispondente all'odierno vice comandante generale) e da un segretario, corrispondente all'odierno capo di stato maggiore.
L'ultimo presidente del comitato dell'Arma fu il tenente generale Leonardo Roissard de Bellett, che divenne il primo comandante dei carabinieri.
Il 26 luglio 1883 un regio decreto stabilì che il Comando dell'Arma assumesse il "titolo" di Comando generale dell'Arma dei carabinieri reali, che fu confermato nella persona di De Bellet, che continuò nelle funzioni sino al 16 aprile 1891 e, dopo di lui, tutti i comandanti generali che si sono succeduti fino ai nostri giorni.
Unica eccezione  dal 1943 al 1944, quando prima il gen. Azolino Hazon e poi i gen. Angelo Cerica e Giuseppe Pièche, vicecomandanti dell'Arma, vengono nominati comandante generale, per la prima volta provenienti dai ranghi dei carabinieri.

### Forza armata autonoma
Il 31 marzo 2000 i carabinieri vengono elevati al rango di forza armata autonoma, e quindi il comandante generale potrà essere un ufficiale generale proveniente dai suoi ranghi e non più dall'Esercito italiano. Nella cosiddetta Prima Repubblica potevano raggiungere solo la carica di vicecomandante generale. Resta ancora l'impossibilità a essere nominato capo di stato maggiore della difesa.
Il 6 maggio 2004 viene nominato il primo comandante generale proveniente dall'Arma del dopoguerra, il gen. c.a. Luciano Gottardo.

### Fonti normative
- Decreto legislativo 5 ottobre 2000, n. 297 (testo disponibile tra i collegamenti esterni)